# Pascal Duquenne
Pascal Duquenne (Vilvoorde, 8 de agosto de 1970) es un actor belga nacido con síndrome de Down.

## Biografía
Por su papel en la película El octavo día, en la que interpretaba a un joven con síndrome de Down, recibió el premio a la mejor interpretación en el Festival Internacional de Cine de  Cannes de 1996, ex aequo con su compañero de rodaje Daniel Auteuil. 

## Películas
- El nuevo Nuevo Testamento, 2015
- Mr. Nobody, 2009
- The Room de Giles Daoust, 2006
- Le huitième jour (El octavo día), 1996
- Lumière et compagnie, 1996
- Toto le héros, 1991

## Premios y distinciones
Festival Internacional de Cine de Cannes
| Año  | Categoría   | Película         | Resultado |
| ---- | ----------- | ---------------- | --------- |
| 1996 | Mejor Actor | Le huitième jour | Ganador   |